# چارلز جی. کوک
چارلز جی. کُوْک (به انگلیسی: Charles G. Koch) (زاده ۱ نوامبر ۱۹۳۵) تاجر، کارآفرین و نیکوکار آمریکایی است. او یکی از دو مالک، رئیس هیئت مدیره و مدیر عامل اجرایی شرکت صنایع کوک است. وی فرزند ارشد فرد سی. کوک، بنیانگذار شرکت صنایع کوک، از اعضای خانواده کوک و یکی از ابداع‌کنندگان روش نوین پالایش بنزین می‌باشد.
در سال ۲۰۱۰ بر پایه برآورد مجله فوربز، شرکت صنایع کوک، در فهرست بزرگترین شرکت‌های خصوصی مستقر در ایالات متحده، پس از شرکت کارگیل، در رتبه دوم قرار گرفت.
در اکتبر ۲۰۱۲ در فهرست میلیاردرهای بلومبرگ؛ چارلز کوک، با دارایی بالغ بر ۳۴ میلیارد دلار در رتبه ششم از ثروتمندترین افراد جهان قرار گرفته‌است. همچنین در فهرست ثروتمندترین افراد ۲۰۱۴ فوربز؛ در رتبه ششم، در فهرست فوربز ۴۰۰ نیز در رتبه چهارم جای گرفت. در حال حاضر، دارایی خالص وی بیش از ۴۱ میلیارد دلار برآورد می‌شود، که عمدتأ حاصل از مالکیت ۴۲٪ درصد از سهام او، در شرکت صنایع کوک، می‌باشد.

## زندگی‌نامه
چارلز کوک زاده اول نوامبر سال ۱۹۳۵ در شهر ویچیتا در ایالت کانزاس، رئیس هیئت مدیره و مدیرعامل صنایع کوک است.
چارلز فرزند فرد سی. کوک، یکی از مؤسسان شرکت صنایع کوک در سال ۱۹۴۰ است. فرد در آن زمان، یک فرایند نوآورانه پالایش نفت خام را ایجاد کرد. برادر چارلز؛ دیوید نیز، در حال حاضر نایب رئیس شرکت و یکی از صاحبان اصلی آن می‌باشد.
چارلز و دیوید هر کدام مالک ۴۲٪ درصد از صنایع کوک هستند. برادر چارلز همچنین یکی از کاندیداهای آزادی‌خواه در انتخابات ریاست جمهوری سال ۱۹۸۰ بود.
چارلز کوک و همسرش لیز، در حال حاضر دو فرزند دارند. چارلز و سه برادرش هر سه دچار سرطان پروستات شده‌اند.
کوک از سال ۱۹۸۲ اداره کنندهٔ شرکت مالی انتراست و صنایع کوک بوده‌است. او اداره کنندهٔ شرکت فیبر و رزین اینویستا و جورجیا-پسیفیک LLC, محصولات کاغذ و پالپ بوده‌است. کوک به تأسیس سازمان‌های متعددی کمک کرده یا خود بنیانگذار آن‌ها بوده‌است، از جملهٔ آن‌ها عبارتند از مؤسسه کیتو، مؤسسه مطالعات بشری و مرکز مرکیتس در دانشگاه جرج میسون، مؤسسه منشور حقوق، و مؤسسه مدیریت بازار بنیان. او همچنین عضو انجمن مون پلرن است.

## دوران تحصیل
چارلز در مؤسسه فناوری ماساچوست (ام‌آی‌تی) تحصیل کرده و در سال ۱۹۵۷ مدرک لیسانس خود را در رشته مهندسی مکانیک، در سال ۱۹۵۸ مدرک فوق‌لیسانس در رشته مهندسی مکانیک و در سال ۱۹۶۰ مدرک فوق‌لیسانس در رشته مهندسی شیمی را از دانشگاه ام‌آی‌تی دریافت کرد. پدر چارلز نیز، مدرک مهندسی شیمی را از این دانشگاه دریافت کرده بود.

## فعالیت حرفه‌ای
چارلز، پس از فارغ‌التحصیلی، به عنوان مشاور در یک شرکت بزرگ مشاوره‌ای، به نام آرتور دی. لیتل مشغول به کار شد، اما تنها پس از دو سال، پدرش از او خواست، که به خانه بازگردد و شرکت نفتی متوسطی را، که مالک و مدیر آن بود، اداره نماید.
در واقع پدر چارلز، او را تهدید کرده بود، که اگر به خانه برنگردد، شرکت را می‌فروشد! چارلز پس از دریافت این پیغام، به شهر خود برگشت و برای شرکت پدرش، مشغول به کار شد.
او از سال ۱۹۶۱ تا ۱۹۶۳ مدیر ارشد شرکت مهندسی کوک بود. وی در سال ۱۹۶۳ به مقام رئیس شرکت مهندسی ارتقاء پیدا کرد و تا سال ۱۹۷۱ در این مقام ماند، اما قبل از به پایان رسیدن ریاستش در آن بخش، سال ۱۹۶۶ پدرش او را در جایگاه مدیرعامل کل شرکت، قرار داد.

## دیدگاه‌ها و فعالیت‌های سیاسی
چارلز و دیوید کوک لیبرترین هستند. رؤسای جمهور مورد تحسین کوک عبارتند از جرج واشینگتن، گراور کلیولند و کالوین کولیج. آنان از آنچه از سیاست خارجی و اقتصادی جرج دبلیو بوش دیدند، عمیقاً ناامید شدند. بخشی به این دلیل که احساس می‌کردند این کاستی‌ها بود، که راه را برای هزینه کردن بیش از حد دولت و افول نظام بازار آزاد باز کرد، چیزی که مشابه آن به اعتقاد آنان برای رونق بلند مدت اجتماعی و اقتصادی حیاتی خواهد بود. او به نشنال ژورنال گفت که اصل کلی او «حداقل کردن نقش دولت و حداکثر کردن نقش اقتصاد خصوصی و آزادی‌های فردی است.» او گفت نگران مقررات بیش از حد دولتی است و نوشت «ما با بزرگترین فقدان آزادی و رونق از دهه ۱۹۳۰ مواجه خواهیم بود.»
از جمله تأثیرگذاران بر کوک عبارتند از الکسی دو توکویل، آدام اسمیت، مایکل پولانی، یوزف شومپیتر، جولین سایمن، پال جانسن، تامس سول، چارلز موری، لئونارد رید، و اف.ای. هارپر. کوک در گفتگویی با ژورنال آمریکایی بیزنس گفت او به غول‌هایی که مکتب اقتصادی اتریش را خلق کردند حجم عظیمی از سپاس‌گزاری بدهکار است. آنان اصولی را توسعه دادند، که مرا قادر ساخت فهمی از این پیدا کنم که دنیا چطور کار می‌کند؛ و این ایده‌ها در توسعه مدیریت مبتنی بر بازار راهگشا بود.» به طور خاص او برای کتاب کنش انسانی؛ لودویگ فن میزس و نیز مکتوبات فریدریش آوگوست فون هایک تحسین خود را ابراز می‌کند. کوک گفت «تورم کوتاه مدت با درآمد فصلی در وال استریت پتانسیل درآمدی شرکت‌های سهامی عام فرچون ۵۰۰ را کم می‌کند.» او همچنین شرکت‌های عمومی را «پایگاه تغذیه وکیلان» در نظر می‌گیرد، که با مقرراتی چون قانون ساربنز-آکسلی ۲۰۰۲ تنها پتانسیل درآمدی شرکت‌های خصوصی را زیاد می‌کند.
کوک از دولت بزرگ و طبقه سیاسی خوشش نمی‌آید. او فکر می‌کند میلیاردرهایی چون وارن بافت و جرج سوروس که سازمان‌هایی با ایدئولوژی‌های متفاوت را تأمین بودجه می‌کنند «به ایده‌های آزادی به حد کافی آشنا نبوده‌اند.» کوک فکر می‌کند «رونق مورد حمله» دولت اوباماست و «نسبت به سیاست‌هایی که تهدید می‌کنند آزادی اقتصادی ما را نابود کنند و حجم زیادی از پول را به جکومت منتقل کنند» هشدار می‌دهد.
چارلز نگاه تأیید کننده‌ای به جنبش تی پارتی دارد. او به یک مصاحبه‌کننده گفت: «شیوه‌ای که رشد کرده، شور و شدت آن مافوق انتظار من بود.» او بودجهٔ گروه‌های مخالف با دولت اوباما را تأمین کرده‌است.

## صنایع کوک
در سال ۱۹۶۷ فرد سی. کوک، درگذشت و چارلز رئیس هیئت مدیره و مدیرعامل شرکت صنایع کوک شد. این بنگاه، یک سال بعد، به احترام فرد سی. کوک، به صنایع کوک تغییر نام یافت و تاکنون نیز به همین نام باقی‌مانده است.
در طول این سال‌ها، چارلز مدیریت فوق‌العاده‌ای به ویژه در کمک به رشد صنایع کوک، از خود نشان داده است. زمانی که او برای اولین بار در سال ۱۹۶۷ رئیس شرکت شد، شرکت پدرش یک شرکت نفتی متوسط، با درآمد سالانه‌ای در حدود ۱۸۰ میلیون دلار بود و ارزشی در همین حدود داشت، اما در حال حاضر صنایع کوک به بیش از ۵۰۰ حوزه رشد کرده و ارزش آن به بیش از ۱۰۰ میلیارد دلار افزایش یافته‌است. صنایع کوک در سال ۲۰۰۵، زمانی که شرکت جورجیا-پسیفیک را، از آن خود کرد، بیشترین رشد خود را داشت.
شرکت صنایع کوک، که در حال حاضر دومین شرکت خصوصی ایالات متحده آمریکا از لحاظ میزان درآمد (پس از کارگیل) است، دارای شرکت‌های زیرمجموعه زیادی در صنایع تولیدی، تجارت و سرمایه‌گذاری مثل تجارت کالا، صنایع پتروشیمی، صنایع شیمیایی، انرژی، الیاف، پلیمر، مواد معدنی، کودهای شیمیایی، خط لوله و کاغذ، آسفالت، تجهیزات تکنولوژی شیمیایی، امور مالی و خدمات سرمایه‌گذاری، می‌باشد.
در سال ۲۰۰۸ درآمد این شرکت ۹۸ میلیارد دلار برآورد شده‌است، که آن را در رده شانزدهم فهرست فرچون ۵۰۰ قرار می‌داد. این شرکت همچنین به خاطر حمایت از بنیاد بازار آزاد، شهرت دارد.

## مدیریت مبتنی بر بازار
چارلز کوک از پیروان سر سخت مدیریت مبتنی بر بازار (ام‌بی‌ام)، فلسفه‌ای که خود او ایجاد کرده و در کتابش، به نام «چطور مدیریت بر مبنای بازار، بزرگ‌ترین شرکت خصوصی دنیا را ساخت»، آن را به تفضیل توضیح داده است. این کتاب در سال ۲۰۰۷ به چاپ رسید. چارلز کوک فلسفه ام‌بی‌ام را، عامل موفقیت شرکتش می‌داند.
این فلسفه به فعالیت‌هایی اشاره دارد، که رهبران به‌طور مداوم برای کشف و به کارگیری جنبه‌های سودآور فرایند بازار درون یک سازمان (با استفاده از بازارهای داخلی برای هدایت تبادلات بین واحدهای تجاری) به کار می‌برند.

## فعالیت‌های بشر دوستانه
چارلز کوک، مشارکت دست و دلبازانه‌ای، در بسیاری از امور خیریه دارد. او مؤسس یا یکی از مؤسسان تعداد زیادی از بنیادهای خیرخواهانه و بشر دوستانه بوده‌است. او مؤسس و مدیر مؤسسه کاتو، که یک بنگاه غیرانتفاعی تحقیقات در زمینه سیاست عمومی است نیز، می‌باشد. مأموریت این مؤسسه، افزایش درک، نسبت به سیاست‌های عمومی (تصمیمات دولتی برای جامعه) و بر اساس اصول کوچک‌سازی دولت، بازارهای آزاد، آزادی‌های فردی و صلح می‌باشد.
این مؤسسه از روش‌هایی اثر بخش، برای ایجاد حمایت، ارتقاء و انتشار سیاست‌هایی کاربردی برای خلق جوامع آزاد، باز و مدنی در ایالات متحده و دنیا، استفاده می‌کند. بیشترین کمک‌های چارلز به مراکز آکادمیک، مربوط به دانشگاه جرج میسون، در ویرجینیای شمالی بوده‌است.

## جوایز و دستاوردها
دریافت جایزه (آدام اسمیت) از رییس شورای قانونی بورس آمریکا در سال ۱۹۹۴.
دریافت جایزه (مدیران برای چشم انداز جهانی) در انرژی از طرف بازار بورس مرکنتایل نیویورک در سال ۱۹۹۹.
دریافت جایزه (عدالت) از طرف بنیاد میراث در سال ۲۰۰۳.
دریافت جایزه (یادبود هرمان دبلیو لی) از طرف بنیاد آموزش کسب و کارهای خصوصی در سال ۲۰۰۵.
دریافت جایزه (ویلیم ای سیمون) برای مدیریت بشر دوستانه از طرف میزگرد بشر دوستانه در سال ۲۰۱۱.